# Гордон Гекко
Гордон Гекко (англ. Gordon Gekko) — один из главных персонажей фильма «Уолл-Стрит» (1987) и фильма «Уолл-стрит 2 Деньги не спят» (2010). Роль исполнил Майкл Дуглас. Это вымышленный персонаж, придуманный Оливером Стоуном и сценаристом Стэнли Вайзером, хотя и за его основу были взяты реальные бизнесмены (среди них — Айван Боски).

## Характеристика

### Состояние
В 2008 году Гордон Гекко был назван четвёртым богатейшим вымышленным персонажем в Forbes, который приписал ему 8,5 млрд долларов.

### Характер
По словам Гордона Гекко «Жадность — это хорошо», что жадность это неотъемлемая часть человеческой жизни и общества в целом, если бы не было жажды познания, жажды иметь чего-то большего в жизни, то прогресс был бы невозможен, и именно благодаря жадности мы живём в сегодняшнем мире.
«Жадность во всем, в жажде власти, в любви, в погоне за деньгами — и есть двигатель прогресса и процветания» — цитата из фильма.
В книге Джеймса Стюарта «Алчность и слава Уолл-Стрит», 1992 г., указывается, что фразу «Жадность — это хорошо» однажды произнес Айван Боски, один из основных фигурантов крупного расследования инсайдерской торговли и скандала на Уолл-Стрит во второй половине 80-х годов прошлого века. Другими фигурантами были Майкл Милкен, Деннис Ливайн, Мартин Сигел и другие.

## Биография
Если учесть, что 6 мая 1985 года Гордону Гекко исполнилось 44 года, то он родился в 1941 году. У него двое детей: сын Рудди, 1982 года рождения, и дочь Уинни.

### Тюрьма
После заключения, в которое он попал, по второму фильму дилогии «Уолл-стрит-2. Деньги не спят» на восемь лет, Гекко вышел на свободу 22 октября 2001 года.

## Оценки
В 2003 году Американский институт киноискусства назвал его 24 из 50 злодеев из фильмов всех времен.

## Интересные факты
В первом фильме дилогии «Уолл-стрит» Гекко разговаривает по мобильному телефону Motorola DynaTAC 8000X — первому в мире сотовому телефону.

## В культуре
В фильмах «Бойлерная» (2000) и «Волк с Уолл-стрит» (2013) Гекко упоминается в качестве известного финансового мошенника.